# Värdshuset Fritiden
Värdshuset Fritiden (engelska: Holiday Inn) är en amerikansk musikalfilm från 1942 i regi av Mark Sandrich. I huvudrollerna ses Bing Crosby, Fred Astaire och Marjorie Reynolds.

## Handling
På Värdshuset Fritiden som endast har öppet på helgdagar, uppträder två artister som båda är kära i samma vackra flicka, också hon en artist.

## Rollista i urval
- Bing Crosby - Jim Hardy
- Fred Astaire - Ted Hanover
- Marjorie Reynolds - Linda Mason
- Virginia Dale - Lila Dixon
- Walter Abel - Danny Reed
- Louise Beavers - Mamie
- Irving Bacon - Gus
- Leon Belasco - chefen i blomsterbutiken
- Marek Windheim - François
- James Bell - Dunbar
- John Gallaudet - Parker
- Shelby Bacon - Vanderbilt

## Om filmen
Sången "White Christmas" (som sjungs av Bing Crosby) förekom första gången i denna film och den belönades med en Oscar för bästa sång. Idag är det en av de mest kända julsångerna.

## Musik i filmen i urval
- "I'll Capture Your Heart Singing" (1942), musik och text: Irving Berlin, framförd av Fred Astaire, Bing Crosby och Virginia Dale
- "Lazy" (1924), musik och text: Irving Berlin, framförd av Bing Crosby
- "You're Easy to Dance With" (1942), musik och text: Irving Berlin, framförd av Fred Astaire och kör
- "White Christmas" (1942), musik och text: Irving Berlin, framförd av Bing Crosby och Marjorie Reynolds (dubbad av Martha Mears)
- "Happy Holiday" (1942), musik och text: Irving Berlin, framförd av Bing Crosby och Marjorie Reynolds (dubbad av Martha Mears)
- "(Come To) Holiday Inn" (1942), musik och text: Irving Berlin, framförd av Bing Crosby och Marjorie Reynolds (dubbad av Martha Mears)
- "Let's Start the New Year Right" (1942), musik och text: Irving Berlin, framförd av Bing Crosby
- "Abraham" (1942), musik och text: Irving Berlin, framförd av Bing Crosby och Marjorie Reynolds (dubbad av Martha Mears)
- "Be Careful, It's My Heart" (1942), musik och text: Irving Berlin, framförd av Bing Crosby
- "I Can't Tell a Lie" (1942), musik och text: Irving Berlin, framförd av Fred Astaire
- "Easter Parade" (1933), musik och text: Irving Berlin, framförd av Bing Crosby
- "Let's Say It with Firecrackers" (1942), musik och text: Irving Berlin, framförd av kör medan Fred Astaire dansar
- "Song of Freedom" (1942), musik och text: Irving Berlin, framförd av Bing Crosby
- "I've Got Plenty to Be Thankful For" (1942), musik och text: Irving Berlin, framförd av Bing Crosby
- "Hollywood Medley", musik och text: Irving Berlin, framförd av Bing Crosby och Marjorie Reynolds (dubbad av Martha Mears)
- "Ending Medley", musik och text: Irving Berlin, framförd av Bing Crosby, Marjorie Reynolds (dubbad av Martha Mears), Fred Astaire och Virginia Dale